# Swewlad II
Swewlad II – legendarny władca Gotów. Według Duklanina (c.3) wnuk Swewlada I i syn Ostroila. Po objęciu godności królewskiej rozciągnął granice swego państwa od Winodolu (nadmorska część Chorwacji) po Apollonię. "Wyrządziwszy wiele krzywd chrześcijanom" zmarł po 12 latach panowania, pozostawiając syna i dziedzica Silimira.